# A ház lelke
A ház lelke (雨を告げる漂流団地; Ame o cugeru hjórjú dancsi; Hepburn: Ame o tsugeru hyōryū danchi; angol címén Drifting Home) 2022-ben bemutatott japán animációs fantasy kalandfilm, melyet Isida Hirojaszu írt és rendezett, és a Studio Colorido gyártott. A filmet egyidejűleg mutatták be a japán mozikban és világszerte a Netflixen 2022. szeptember 16-án.

## Cselekmény
Kumagaja Kószuke és Tonai Nacume, mindketten 11 évesek, gyerekkori barátok, akik testvérként nőttek fel. Kettejük kapcsolata Kószuke nagyapja, Jaszudzsi halála után kezdett feszültté válni. A nyári vakáció egyik napján Kószuke és osztálytársai, Taisi, Juzuru, Reina és Dzsuri besurrannak egy „szellemjárta” háztömbbe, amelyet bontásra ítéltek. A háztömb egyben emlékekkel teli ház is volt, ahol Kószuke és Nacume nőtt fel. Kószuke egykori lakásukon szellem helyett váratlanul Nacuméval találkozik, akitől hall egy Noppo nevű titokzatos fiú létezéséről a háztömbben. A gyerekek összevitatkoznak és hirtelen heves esőzés kezdődik. Miután elállt az eső, azzal szembesülnek, hogy a lakótömbbel az óceán közepén sodródnak. Miközben próbálnak túlélni, a Kószuke és Nacume közti sebek lassan gyógyulni látszanak.

## Szereplők
| Szereplő                                                                  | Japán hang | Angol hang | Magyar hang |
| ------------------------------------------------------------------------- | --- | --- | --- |
| Kumagaja Kószuke (熊谷航祐; Hepburn: Kumagaya Kōsuke)                     | Tamura Mucumi | Bryce Papenbrook | Bogdán Gergő |
| Tonai Nacume (兎内夏芽; Hepburn: Tonai Natsume)                           | Szetó Aszami | Cassandra Lee Morris | Tamási Nikolett |
| Noppo (のっぽ), a ház lelke                                               | Murasze Ajumu | Elliot Fletcher | Nagy Gereben |
| Tacsibana Juzuru (橘譲; Hepburn: Tachibana Yuzuru)                        | Jamasita Daiki | Benjamin Diskin | Rada Bálint |
| Koivai Taisi (小祝太志; Hepburn: Koiwai Taishi)                           | Kobajasi Jumiko | Alex Cazares | Rostás Ábel |
| Haba Reina (羽馬令依菜)                                                   | Minasze Inori | Abby Trott | Engel-Iván Lili |
| Andó Dzsuri (安藤珠理; Hepburn: Andō Juri)                                | Hanazava Kana | Cherami Leigh | Laudon Andrea |
| Tonai Szatoko (兎内里子; Hepburn: Tonai Satoko), Nacume édesanyja         | Mizuki Nana | Cherami Leigh | N/A |
| Kumagaja Jaszudzsi (熊谷安次; Hepburn: Kumagaya Yasuji), Kószuke nagyapja | Simada Bin | John DiMaggio | Orbán Gábor |
| óriáskerék lelke                                                          | Endó Aja | Kari Wahlgren | N/A |
| Kumagaja Jaszuko (熊谷康子; Hepburn: Kumagaya Yasuko), Kószuke édesanyja  | Aikava Rikako | Kari Wahlgren | Erdős Borcsa |
| Kumagaja Júta (熊谷雄太; Hepburn: Kumagaya Yūta), Kószuke édesapja        | Ihara Maszaaki | N/A | N/A |
| További magyar hangok                                                     | Angyal Anita, Bihal Roland, Bittner Anett, Bordás János, Cserna Lulu, F. Nagy Eszter, Ince Sára, Kapácsy Miklós, Kéthely Nagy Luca, Lázár Erika, Magyar Viktória, Sipos Eszter Anna, Szabó Szása, Tereczi Dániel | Angyal Anita, Bihal Roland, Bittner Anett, Bordás János, Cserna Lulu, F. Nagy Eszter, Ince Sára, Kapácsy Miklós, Kéthely Nagy Luca, Lázár Erika, Magyar Viktória, Sipos Eszter Anna, Szabó Szása, Tereczi Dániel | Angyal Anita, Bihal Roland, Bittner Anett, Bordás János, Cserna Lulu, F. Nagy Eszter, Ince Sára, Kapácsy Miklós, Kéthely Nagy Luca, Lázár Erika, Magyar Viktória, Sipos Eszter Anna, Szabó Szása, Tereczi Dániel |

## Megvalósítás
A filmet először a Netflix jelentette be 2021 szeptemberében. Közzétették, hogy a Studio Colorido készíti, a rendezője Isida Hirojaszu lesz, a forgatókönyvet Isida, valamint Mori Hajasi és Szakamoto Minaka írja, a karaktereket Nagae Akihiro tervezi, a zenét pedig Abe Umitaró szerzi. A film főcímdalát, a Kietesimaiszó deszut (消えてしまいそうです; Hepburn: Kieteshimaisō desu), valamint a Nacugare (夏枯れ; Hepburn: Natsugare) betétdalt Zutomayo adja elő.

## Megjelenések
A filmet egyidejűleg mutatták be a japán mozikban és világszerte a Netflixen 2022. szeptember 16-án. Magyarországon magyar szinkronnal és felirattal is elérhető a Netflix kínálatában.
2022. október 30-án a 35. Tokiói Nemzetközi Filmfesztiválon is bemutatták.

## Fogadtatás
A ház lelke vegyes kritikai fogadtatásban részesült. A Rotten Tomatoes filmkritikai oldalon 67%-ban pozitív értékelést kapott 15 kritika alapján, és 6,9/10-es átlagpontozást állapítottak meg. Maya Phillips (The New York Times) szerint bár a film látványelgondolása „nagyszerű”, hiányzik belőle a cselekvés, a „lépésszünetek és az ütemezés kiszámítható”. A kritikus szerint a film világának fantasztikus logikájából hiányzik a koherencia, ami miatt nehéz megérteni a Nacume és Kószuke közötti érzelmi csatateret. Simon Abrams (RogerEbert.com) többnyire negatívan vélekedett a filmről, és szerinte a film „koncepciója annyira csökevényes, hogy az egyetlen emlékezetes dolog a kiaknázatlan potenciálja”. Noel Murray (Los Angeles Times) így ír a filmről: „A ház lelke mély furcsaságaihoz kell egy kis idő, amíg megszokja [a néző]. Ám ebben a szokatlan és harsány filmben a szürreális helyzet végül is csak sarja a gyerekek felnőtté válásuktól való közös félelmüknek.” Kambole Campbell (Polygon) dicsérte „a film csodálatra méltó türelmes elkötelezettségét, hogy kibontsa a gyerekek egymás iránti érzéseit, az épületet és a múltjukból származó más relikviákat, miközben megtanulják, hogyan vigyék új helyekre kötődéseiket és emlékeiket.”